# Sergei Wladimirowitsch Garnow
Sergei Wladimirowitsch Garnow (russisch Сергей Владимирович Гарнов; * 4. Mai 1957) ist ein russischer Festkörperphysiker.

## Leben
Garnow trat ins A.-M.-Prochorow-Institut für Allgemeine Physik (IOF) der Akademie der Wissenschaften der UdSSR (AN-SSSR, seit 1991 Russische Akademie der Wissenschaften (RAN)) ein, in dem er Leiter des Laboratoriums für Laser-Spektroskopie, Leiter der Abteilung für Schwingungen und schließlich wissenschaftlicher Vizedirektor wurde. 2016 wurde er zum Korrespondierenden Mitglied der RAN gewählt. Seit 2018 ist er Direktor des IOF als Nachfolger Iwan Alexandrowitsch Schtscherbakows. Seit 2021 ist er auch Chefredakteur der Zeitschrift „Berichte der Russischen Akademie der Wissenschaften. Physik, Technische Wissenschaften“.
Garnow verteidigte 2001 seine Doktor-Dissertation über Multiphononenanregung und Initiierung von Nichtgleichgewichts-Ladungsträgern in Kristallen mit breiter Bandlücke durch Picosekunden-Laserimpulse. Er wurde ein ausgewiesener Experte für Laserphysik  und die Wechselwirkung von Laserstrahlung und Materie. Er ist Autor bzw. Mitautor von über 200 wissenschaftlichen Artikeln und hat laut Scopus (Stand Dezember 2023) einen h-Index von 23.